# Hyppa contraria
Hyppa contraria là một loài bướm đêm trong họ Noctuidae.